# Kasimir Anton von Sickingen
Kasimir Anton von Sickingen (Friburgo in Brisgovia, 16 giugno 1684 – Costanza, 29 agosto 1750) è stato dal 1744 al 1750 principe vescovo di Costanza.

## Biografia
Kasimir Anton von Sickingen-Hohenburg proveniva dalla nobile famiglia dei baroni di Sickingen. La sua famiglia si era già distinta nel XV secolo nel corso della Guerra dei Contadini come schierata per la fazione protestante, anche se la nobiltà della casata viene citata per la prima volta già dal 1393 a Friesenheim. Franz von Sickingen (1481-1523), il più famoso dei suoi antenati, si alleò con l'umanista Ulrich von Hutten nelle guerre della Controriforma.
Fu nel capitolo del Duomo di Magonza e il 3 febbraio 1744 venne nominato principe vescovo di Costanza. Ricevette l'ordinazione sacerdotale il successivo 8 marzo 1744 e quella episcopale il 30 agosto. Prese dimora nella città di Meersburg, stabilendosi nella residenza che già dal 1710 uno dei suoi predecessori, Johann Franz Schenk von Stauffenberg aveva inaugurato. Durante il suo episcopato la residenza venne notevolmente arricchita di decori ed oggetti d'arte.
Venne sepolto a Costanza ma il suo cuore riposa invece nella Hilariuskirche.

## Genealogia episcopale
La genealogia episcopale è:
- Cardinale Scipione Rebiba
- Cardinale Giulio Antonio Santori
- Cardinale Girolamo Bernerio, O.P.
- Arcivescovo Galeazzo Sanvitale
- Cardinale Ludovico Ludovisi
- Cardinale Luigi Caetani
- Cardinale Ulderico Carpegna
- Cardinale Paluzzo Paluzzi Altieri degli Albertoni
- Cardinale Gaspare Carpegna
- Cardinale Fabrizio Paolucci
- Cardinale Vincenzo Bichi
- Vescovo Johann Franz Schenk von Stauffenberg
- Vescovo Franz Karl Joseph von Fugger-Glött
- Vescovo Kasimir Anton von Sickingen